# Huaca Arco Iris
La Huaca del Dragón, anche chiamata Huaca del Arco Iris, è una piramide situata nel Perù settentrionale, nelle vicinanze della città di Trujillo e vicino a Chan Chan. La huaca è un grande monumento religioso, centro cerimoniale e amministrativo costruito in adobe, le cui mura sono decorate con fregi e rilievi che rappresentano figure antropomorfe e, in modo stilizzato, l'arcobaleno (in spagnolo arco iris).
Sebbene alcuni archeologi attribuiscano questo monumento alla Civiltà Chimú (anni 1100-1450), altri affermano che questo luogo di adorazione fu costruito tra gli anni 800 e 1000, dalla Civiltà Sicán.
Nel sito archeologico è presente anche un museo.

## Descrizione
Si tratta di una piramide formata da una doppia piattaforma, protetta da un'alta muraglia, con un solo ingresso. Le tipiche rampe dell'epoca danno accesso alla Huaca dalla parte superiore.
Questa costruzione ha 14 depositi, fatto che indica che non era solo un luogo di culto, ma anche un centro di raccolta e conservazione di beni alimentari che dovevano sopperire ai fabbisogni delle persone che vivevano nei dintorni.
I muri della piattaforma sono decorati con altorilievi che rappresentano un serpente bicefalo con le bocche aperte che riassume la forma di un arcobaleno che cerca di ingoiare le figure sottostanti. In mezzo c'è un personaggio bicefalo posto sopra una piccola piattaforma o altare.
Entrando nella huaca arco iris vi è una rampa che conduce ad un primo livello dove sono presenti figure intagliate nella parete a forma di drago (da cui il suo nome) e sopra queste figure un arcobaleno. Un'altra rampa, più piccola della prima, conduce al secondo livello, dove sono presenti alcuni pozzi utilizzati molto probabilmente per l'immagazzinamento di alimenti.